# Флямберг, Александр Давидович
Александр Давидович Флямберг (1880, Варшава — 24 января 1926, там же) — польский, ранее российский, шахматист, мастер. Чемпион Варшавского общества любителей шахматной игры (1901, 1902 и 1910). В 1906 на турнире в Лодзи — 3-е место (за А. Рубинштейном и М. Чигориным). В 1911—1914 участник трёх Всероссийских турниров: Санкт-Петербург (1911) — 2-е, Санкт-Петербург (1914) — 3-е; Вильно (1912) — 5-е места.
В международных турнирах выступал редко: Аббация (1912) — 6-7-e; Баден-Баден (1914) — 1-е (впереди Е. Боголюбова); Триберг (1914) — 4-е, 1915 — 3-е и дважды 4-е места. Сыграл ряд матчей, в том числе в 1910 с А. Рубинштейном — ½ : 4½; в 1913 с О. Дурасом — 1 : 1 (+1 −1 =0).